# Фёдорова, Клавдия Николаевна
Клавдия Николаевна Фёдорова (18 февраля 1913 — 22 января 2005) — передовик советского сельского хозяйства, птичница племенного птицесовхоза «Остров» Островского района Псковской области, Герой Социалистического Труда (1966).

## Биография
Родилась в 1913 году в деревне Феньково, ныне Островского района Псковской области в многодетной крестьянской семье.
С 1929 года работает в племенном птицесовхозе "Остров" Островского района Ленинградской области птичницей. Более сорока лет отработала на этом производстве. Только не работала в годы Великой Отечественной войны, находилась на оккупированной территории.
Постоянно участвовала и побеждала в социалистических соревнованиях. неоднократно принимала участие в выставках достижений народного хозяйства. В 1964 году получила высокий результат - 421 тысячу яиц от 2500 кур-несушек, что составило 169 яиц на одну курицу. В 1965 году улучшила свои рекордные показатели - от 2700 кур получила 454 тысячи яиц.        
«За достигнутые успехи в развитии животноводства, увеличении производства и заготовок мяса, молока, яиц и шерсти и другой продукции», указом Президиума Верховного Совета СССР от 22 марта 1966 года Клавдии Николаевне Фёдоровой было присвоено звание Героя Социалистического Труда с вручением ордена Ленина и медали «Серп и Молот».
Продолжала и дальше трудиться в сельском хозяйстве до выхода в 1973 году на заслуженный отдых.  
Последние в городе Остров Островского района. Умерла 22 января 2005 года. Похоронена на городском кладбище.

## Награды
За трудовые успехи была удостоена:
- золотая звезда «Серп и Молот» (22.03.1966)
- орден Ленина (22.03.1966)
- другие медали.